# Californiakolibri
Californiakolibri (Basilinna xantusii) är en fågel i familjen kolibrier. Den förekommer endast på halvön Baja California i Mexiko.

## Utseende
Californiakolibrin är en liten kolibri med en kroppslängd på 8–9 cm. Hanen är lik nära släktingen vitörad kolibri med röd näbb, grön strupe och ett vitt streck bakom ögat. Den är dock svart i ansiktet istället för violett, kanelbrunt på buken och kastanjebrun stjärt, ej grönsvart. Honan saknar hanens gröna strupe och är mer kanelbeige under.

## Utbredning och systematik
Californiakolibrin förekommer på södra Baja California-halvön i Mexiko. Tillfälligt har den påträffats i USA i södra Kalifornien, där den även försökt häcka. Tidigare placeras den i släktet Hylocharis men genetiska studier visar dock att detta är felaktigt. Den behandlas som monotypisk, det vill säga att den inte delas in i några underarter.

## Status
Arten har ett litet utbredningsområde och dess populationsutveckling är okänd. Den tros ändå inte vara hotad, varför internationella naturvårdsunionen  IUCN kategoriserar arten som livskraftig.

## Namn
Fågelns vetenskapliga artnamn hedrar János Xántus, också känd som John Xántus och Louis de Vésey (1825-1894), en ungersk äventyrare och samlare av specimen i USA och Mexiko. Fram tills nyligen kallades den xantuskolibri även på svenska, men justerades 2022 till ett enklare och mer informativt namn av BirdLife Sveriges taxonomikommitté.